# The Mystery Trooper
The Mystery Trooper, posteriormente conhecido como Trail of the Royal Mounted, é um seriado estadunidense de 1931, gênero Western, dirigido por Stuart Paton, em 10 capítulos, estrelado por Robert Frazer e Blanche Mehaffey. O seriado foi uma produção independente, produzido por Harry Webb Productions (creditado como Wonder Pictures), distribuído pela Syndicate Pictures, e veiculou nos cinemas estadunidenses a partir de 1 de abril de 1931.
Foi relançado em 1935 pela Guaranteed Pictures Corporation, com o título mudado para Trail of the Royal Mounted, tendo inclusive mudados os nomes dos capítulos, chegando a veicular na televisão, em 1949, sob esse título. Em 1948, a atriz Blanche Mehaffey processou a Paramount Pictures em $100.000 por veicular o seriado na TV KTLA, sem a sua permissão e sem qualquer pagamento.
Tal qual o seriado The Sign of the Wolf, lançado em  1 de maio do mesmo ano, The Mystery Trooper também foi uma produção independente, de Flora E. Douglas e Harry S. Webb.

## Sinopse
Jack Logan é o herdeiro de metade de um mapa para uma mina indígena secreta. O comerciante e vilão Jean Gregg envia seu capanga Mack para dificultar a vida de Jack. Jack é auxiliado em sua busca pelos herdeiros da outra metade do mapa: Helen Holt e seu irmão mais novo, Billy, e por um homem uniformizado misterioso conhecido como "The Mystery Trooper".

## Elenco
- Robert Frazer	 ...	Jack Logan
- Blanche Mehaffey	 ...	Helen Holt (creeditada Blanche Mehaffy)
- Buzz Barton	 ...	Billy Holt
- Al Ferguson	 ...	Jean Gregg
- Charles King	 ... Mack
- William Bertram	 ...	Chefe Red Eagle
- White Cloud	 ...	White Cloud, um cavalo selvagem
- Harry Beery	 ...	capanga (não-creditado)
- James Carlisle	 ...	Inspetor (não-creditado)
- Dick Dickinson	 ...	Bob (não-creditado)
- Tom McGuire	 ...	George Romero (não-creditado)
- Lafe McKee	 ...	Frank Holt [Caps. 1, 10] (não-creditado)
- Bill Nestell	 ...	Burly Henchman Al [Caps. 1-4] (não-creditado)
- Jack Perrin	 ...	Mountie (não-creditado)
- Henry Roquemore	 ...	Henry - Attorney [Cap. 1] (não-creditado)
- Al Taylor	 ...	Pierre (não-creditado)
- Robert Walker	 ...	Sargento (não-creditado)
- Jay Wilsey	 ...	Tall (não-creditado)

## Capítulos
1. The Trap of Terror
2. Paths of Peril
3. Fighting Fate
4. The Cave of Horror
5. The House of Hate
6. The Day of Doom
7. The Death Trail
8. The Killer Dogs
9. The Ghost City
10. The Lost Treasure

## Capítulos do relançamento como "Trail of the Royal Mounted"
1. Clutches of Death
2. The Perilous Trail
3. Shadows of Evil
4. The Pit of Doom
5. Escape From Danger
6. The Devil's Warning
7. Path of Fate
8. Fangs of the Killer
9. The Phantom Warning
10. Fight to the Finish